# 바티칸 도서관

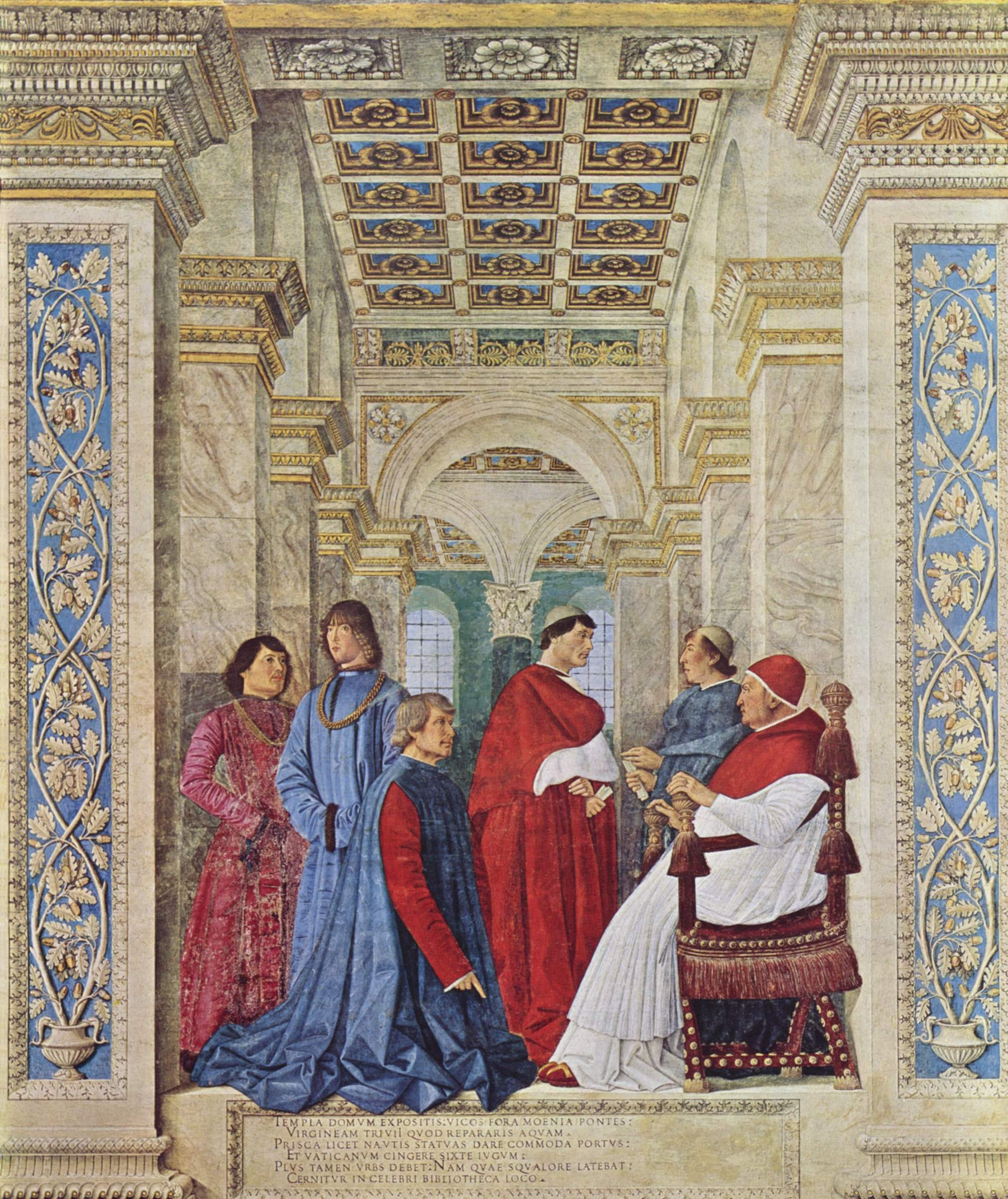
바르톨로메오 플라티나를 바티칸 도서관의 초대 관장으로 임명하는 교황 식스토 4세, 멜로초 다 포를리의 프레스코화, 1477년경 (바티칸 미술관)

바티칸 도서관(라틴어: Bibliotheca Apostolica Vaticana)은 현재 바티칸 시국에 있는 로마 교황청의 도서관이다. 세계 최고의 도서관 가운데 하나로 손꼽히며, 역사적인 가치가 있는 귀중한 서적과 문서 등을 많이 소장하고 있다.

## 시대 구분
학계에서는 대체적으로 바티칸 도서관의 역사를 다섯 시대로 구분한다.
- 라테란 이전 - 도서관 초기. 초대 교회 시절로 거슬러 올라가며, 라테라노 궁전에 옮겨지기 이전을 가리킨다.
- 라테란 - 라테라노 궁전에 문서들을 보관한 시기. 13세기 교황 보니파시오 8세의 통치 기간까지 이어졌다.
- 아비뇽 - 소장한 문서들의 수가 비약적으로 증가한 시기이며, 보니파시오 8세의 선종 때부터 교황청이 로마로 돌아간 1370년대까지를 가리킨다.
- 바티칸 이전 - 대략 1370년부터 1447년까지이며, 도서관의 일부는 로마와 아비뇽 등으로 분산하였다.
- 바티칸 - 1448년 도서관이 바티칸으로 옮겨진 이래 오늘날까지 이어지는 시기.

## 바티칸 도서관의 설립
바티칸 도서관의 역사는 1448년 책을 무척 좋아하였던 교황 니콜라오 5세가 전임 교황들로부터 물려받은 350점에 달하는 그리스어, 라틴어, 히브리어의 고사본과 함께 여러 서적과 문서 등을 모으면서 시작되었다. 니콜라오 5세의 수집품 가운데는 동로마 제국의 콘스탄티노폴리스 도서관에 소장하였던 문서도 포함되어 있다.
1481년에 초대 도서관장직을 맡은 바르톨로메오 플라티나가 도서 목록을 작성했을 당시, 도서관의 장서 수는 3500점에 달하여 서양에서 가장 큰 규모의 도서관의 명성을 얻게 된다. 1587년경, 교황 식스토 5세는 이탈리아의 건축가 도메니코 폰타나에게 도서관의 새 건물 건설을 의뢰하였다. 이때 세워진 건물은 오늘날까지 유지하고 있다.

## 유증품과 구입품

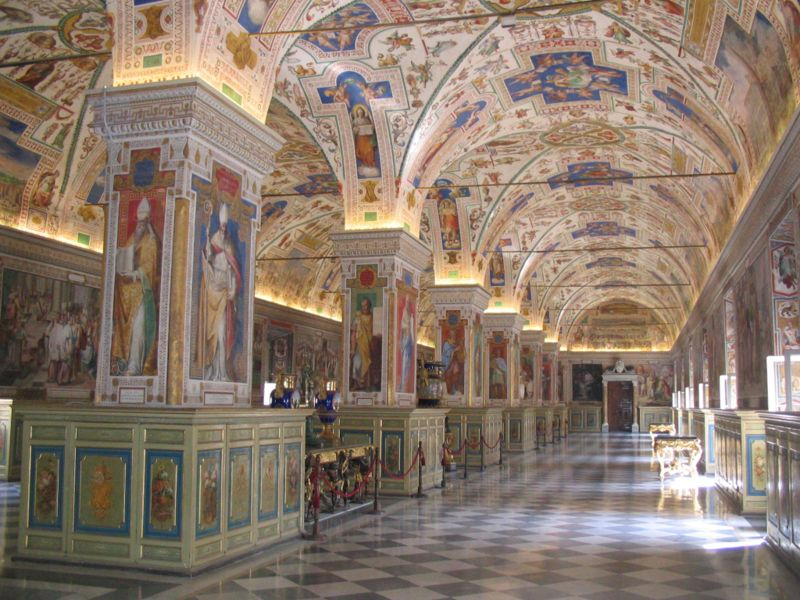
바티칸 도서관의 시스티나 홀.

바티칸 도서관은 몇세기에 걸쳐 수많은 도서를 취득한 덕분에 질적 향상을 이룩하였다.
1623년, 바이에른 공작 막시밀리안 1세가 교황 그레고리오 15세가 선제후 선거에서 교묘한 정책을 펼친 것에 대한 사의로 대략 3500점의 도서를 소장한 하이델베르크에 있는 팔라틴 도서관의 상속권을 교황에게 양도하였다. 하이델베르크에 있던 39점의 도서는 1797년에 파리로 보내졌지만, 나중에 1815년에 체결한 파리 조약에 따라 다시 하이델베르크로 반환하여 1816년 교황 비오 7세로부터 852점에 이르는 증정품이 제작되었다. 또한 팔라틴 도서관은 오늘날까지 바티칸 도서관 내에 머물고 있다.
1657년 우르비노 공작령의 도서를 매수하였으며, 1661년에는 그리스인 학자 레오 알라티우스를 도서관의 사서로 임명하였다. 더불어 스웨덴의 크리스티나는 당시 스웨덴 왕실 전용 도서관 가운데 자신의 도서관의 일부를 사후 바티칸 도서관의 일부로 기증하기도 하였다.

## 현재 보관 서적
오늘날 바티칸 도서관은 7만 5천 권의 문서와 8천 5백 권에 달하는 15세기 이전의 간행본을 포함하여, 약 150만권의 서적과 필사본 15만권, 인쇄물과 메달, 동전 수십만 개 등을 소장하고 있다. 17세기 초반 15만 점의 바티칸 비밀문서는 바티칸 도서관에서 방출하였다. 바티칸 도서관이 자랑하는 최고의 보물은 4세기 경 양피지에 쓰여진 세계에서 가장 오래된 성서 사본으로 알려진 바티칸 사본(Codex Vaticanus)이다.
바티칸 도서관은 역사, 법률, 철학, 과학 그리고 신학을 목적으로 한 연구소이기도 하기 때문에 연구에 필요한 경우나 출처 표기를 조심만 하면 누구라도 이용할 수 있다. 그리고 도서의 개인 학습용으로 1810년부터 1990년까지 페이지의 사진 복사를 한 다음 발행하고 있어 전자메일 또는 직접 도서관측에 요청하면 이용이 가능하다.